# Махди Аль-Машат
Махди Аль-Машат (араб. مهدي المشاط‎) — йеменский политический деятель из группировки Хуситов. После смерти Салеха ас-Самада 19 апреля 2018 года он стал председателем Верховного Политического Совета Йемена. Ранее он был представителем лидера движения Хуситов Абдул-Малика аль-Хуси.
В 2018 году обратился к президентам России, Франции и лидеру Китая с просьбой вмешаться в военный конфликт в Йемене. В 2019 году был одним из тех, кто инициировал прекращение борьбы повстанцев против Саудовской Аравии и призвал бывшего противника к аналогичному жесту.
В июле 2021 года Высший политический совет переизбрал его ещё на 3 года.
В апреле 2023 года пообещал создать комитет для расследования давки в Сане.